# Poilhes
Poilhes  là một xã thuộc tỉnh Hérault trong vùng Occitanie phía nam nước Pháp. Xã này nằm ở khu vực có độ cao trung bình 33 mét trên mực nước biển. Dân số thời điểm năm 1999 là 465 người.